# Slag bij Lyndanisse
De Slag bij Lyndanisse was een veldslag tijdens de Noordelijke Kruistochten. Koning Waldemar II van Denemarken versloeg de Esten bij deze slag. De uitkomst hielp de Denen zich te vestigen in Estland. 

## De slag
Waldemar II zeilde samen met Theoderik van Treyden, Albert van Noordalbingië en Vitslav ik Rügen af naar de Estse provincie Revalia. Hier had het kruisvaardersleger namelijk zijn tenten opgeslagen en bouwden zij een groot kasteel, Castrum Danorum. De Esten noemden dit kasteel Taani-Linn (Tallinn), wat Deens kasteel betekent. De Esten stuurden onderhandelaars naar de Denen, maar dit was slechts om tijd te rekken. In werkelijkheid brachten zij een groot leger bij elkaar om tegen de Denen te vechten. Op 15 juni 1219 vielen de Esten in de buurt van het kasteel aan; direct na het avondeten kwamen zij vanuit vijf richtingen. De volledig verraste kruisvaarders vluchtten alle kanten op. Theoderik van Estland werd vermoord door de Esten die dachten dat hij de Deense koning was. De vazallen hadden de Denen gered Vitslav zorgde voor een snelle tegenaanval naar de Esten toe. De kruisvaarders kregen de tijd om zich te herstellen en de Esten te verslaan.

## Trivia
- De Dannebrog, de Deense vlag, verscheen volgens de traditie voor het eerst tijdens de Slag bij Lyndanisse. Volgens deze traditie viel de vlag, toen de Denen in nood waren, uit de lucht en gaf de Denen nieuwe hoop.